# Безымянный город
«Безымянный город» (англ. The Nameless City) — рассказ американского писателя Говарда Филлипса Лавкрафта, написанный в январе 1921 года. Впервые издан в ноябрьском выпуске журнала «The Wolverine» 1921 года. Ученый исследует древний город в Аравийской пустыне. Рассказ состоит из псевдоисторических фактов, которые Лавкрафт будет часто использовать в последующих произведениях. Рассказ часто считают первым из «Мифов Ктулху».

## Сюжет
Повествование происходит от лица археолога, который обнаруживает Безымянный город в Аравийской пустыне, что старше Мемфиса и Вавилона, и любой человеческой цивилизации; это прапредок пирамид, что существовал задолго до Великого потопа. Нет легенд настолько древних, в которых указано его название или времена, когда он был построен. Зато о нем шепчутся пастухи у костров и бормочут старухи в шатрах шейхов. Абдул Альхазред сложил о нем загадочное двустишие: «То не мертво, что вечность охраняет, Смерть вместе с вечностью порою умирает…». 
Ученый изучает высеченный в скале храм. Песчаная буря вызывает звон ветра из подземных глубин, подобно тому, как приветствовали солнце колоссы Мемнона с берегов Нила. В храме удивительно низкие алтари, ниши и идолы. Потолок настолько низкий, что едва можно стоять на коленях. Ученый ночует в лагере. В храме на юге он спускается в вырубленный в скале проход, словно, в колодец. Туннель ведет в зал, освещенный жуткой подземной фосфоресценцией, где стоят гробы с мумиями рептилий. Настенная роспись и фрески неописуемых цветов, и линий отражает историю города. 
Безымянный город построила древняя раса рептилий, внешне похожих на помесь аллигатора, крокодила и тюленя. Эти существа передвигались ползком, поэтому в архитектуре города низкие потолки и слишком узкие тоннели для человека. Цивилизация рептилий была более развитая, чем египетская и халдейская. Предки рептилий были кочевниками, осевшими здесь 10 миллионов лет назад, на заре земной юности. На фресках отмечены карты исчезнувших континентов и скрытые тоннели, что ведут из этого «Внутреннего мира» (англ. The Inner world) к «Внешнему миру» (англ. The Outer world). Безымянный город изначально был прибрежным, эта могучая морская метрополия правила миром до того, как Африка поднялась со дна. Позже регион вытеснила пустыня и цивилизация пришла в упадок. Рептилии прорубили тоннель в скале и снизошли в «Другой мир» (англ. Another world), где они обрели вечную жизнь в огромной сияющей пещере. Последние фрески стали менее искусными. Упадок древнего рода сочетался с растущей свирепостью к «Поверхностному миру» (англ. The Outside world). Виды опустевшего Безымянного города контрастировали с образами Рая (англ. Realm or paradise), — слишком экстравагантными, чтобы в них можно было поверить. Этот «Мир вечного дня» (англ. World of eternal day) наполняли чудесные города, эфирные холмы и долины, озаряемые лунным светом, а над ними парил золотой нимб, — как призрак из прошлого. Жрецы расы рептилий проводили нечестивые ритуалы и насылали проклятия на «Воздух наверху» (англ. The Upper air). Представители Старшей расы (англ. The Elder race) растерзали жителей Ирема, Города Столбов (англ. Irem, the City of Pillars).  

Ученый ползком приблизился к светящимся вратам, что ведут глубоко под землю, в «Нижний мир» (англ. Lower realm) или палеозойскую бездну, и увидел картину по ту сторону:
Вместо ярко освещенных комнат была лишь бездна бледного сияния (англ. Void of uniform radiance), какую можно представить, глядя с Эвереста на освещённое солнцем море облаков. Передо мной была бесконечность подземного сияния. Проход завершался площадкой, с которой брала начало круто уходившая в бездну лестница с нескончаемой чредой мелких ступенек. Все, что лежало в нескольких футах впереди, скрывал от взора светящийся туман. По левую стену стояла распахнутая массивная бронзовая дверь, неправдоподобно толстая, украшенная фантастическими барельефами. Эта дверь, если бы ее закрыть, могла бы изолировать этот Внутренний мир лучезарного света от вырытых в скале проходов. Я пал ниц на каменный пол и представил себе Безымянный город в период расцвета, растительность долины вокруг него и далекие земли, с которыми торговали его купцы. Я думал о низких храмах и тоннелях, которые были сделаны для того, чтобы выразить свое подобострастие перед богами рептилий. При том, это волей-неволей заставило бы молящихся пресмыкаться. Возможно, ритуал учил их ползать, подражая существам. Мерзкие мумифицированные формы рептилий так напоминали мои собственные. Я был единственным человеком среди реликвий и символов первозданной жизни.  
Глубокий низкий стон плененных душ нарушил тишину замогильных глубин. Поток холодного воздуха вырывался со свистом точно как на поверхности. Из врат появилась орда жутких существ, которые унесли ученого в населённую гулями (англ. Ghoul-peopled) черноту недр Земли (англ. Earth’s bowels). 
Я почти потерял рассудок, но даже если это так, мой крик растворился в адском порождении Вавилона и воющих призрачных ветрах. Лишь сумрачные задумчивые боги пустыни (англ. Desert gods) знают, что произошло тогда... какие схватки во мраке я вынес и какой Абаддона вернул меня к жизни. Леденящие кровь проклятия и звериный рык чужеязычных монстров доносится из глубин, скрытых в вечности. Я видел как бешено мчалась кошмарная орда дьяволов, с перекошенными от ненависти мордами, в нелепых доспехах; полупрозрачные порождения расы, чей облик говорил сам за себя — ползучие рептилии Безымянного города!

## Персонажи
Рассказчик — ученый и археолог, чьё имя не называется, он в одиночку отправился на верблюде в Аравийскую пустыню, словно в наваждении. Ощутил проклятье витающее над городом и чьё-то незримое присутствие, словно, некий «бесплотный и ускользающий призрак» — эти слова встречаются в рассказе «Полярная звезда». 
Абдул Альхазред (англ. Abdul Alhazred) — вымышленный автор, мистик. Абдул Альхазред упоминается в произведениях: «Пёс, «Праздник»,«Зов Ктулху», «Случай Чарльза Декстера Варда», «Ужас Данвича», «Шепчущий во тьме», «Хребты Безумия»,«Грёзы в ведьмовском доме»,«Тварь на пороге», «За гранью времён». Роберт Говард упоминает «Некрономикон» и Альхазреда в рассказе «Пламень Ашшурбанипала» (1930). 
Рептилии (англ. Reptile) — архидревняя раса, населявшая Землю в доисторические времена.
Я не могу передать всю степень их уродливости. Уместнее всего было бы сравнение с рептилиями: было в их очертаниях что-то от крокодила и в то же время нечто тюленье. Но более всего они походили на какие-то фантастические существа, о которых едва ли слышал хоть один биолог или палеонтолог. Они были размером с человека маленького роста, а их передние конечности завершались мелкими, но чётко очерченными стопами, подобно тому, как человеческие руки завершаются ладонями и пальцами. Но самой странной частью их тел были головы: можно подумать о кошке, бульдоге, мифическом Сатире и потомках Адама. Сам Юпитер не мог бы похвалиться таким огромным выпуклым лбом, однако рога, отсутствие носа и крокодилья челюсть не позволяли втиснуть эти головы в пределы каких-либо известных критериев. Роскошные одеяния чудовищ были увешаны украшениями из золота, драгоценных камней и неизвестных блестящих металлов. Для города, они были тем же, чем была волчица для Рима или тотемные животные для индейских племен.

## Вдохновение
Рассказ содержит первое упоминание об Абдул Альхазреде, вымышленном авторитете, который позже будет упоминаться во многих произведениях Лавкрафта. В письме Фрэнку Белнэпу Лонгу, 26 января 1921 года, Лавкрафт посвятил несколько строк обсуждению рассказа «Безымянный город»:
Рискуя навеять на Вас тоску, я прилагаю к своему посланию только что законченный и напечатанный рассказ «Безымянный город». Он составлен на основе сновидения, которое, в свою очередь, было вызвано скорее всего размышлениями над многозначительной фразой: «Не отражаемая чернота бездны», — взятой из сборника «Книги чудес» лорда Дансени (вероятно, из «Приключение трех литературных людей»). Безумный араб Альхазред — вымышленная личность. Приписанное ему двустишие написано мною специально для этого рассказа, а этот псевдоним я использовал в 15 лет, когда был без ума от «Тысяча и одна ночь». Я толком не могу оценить этот рассказ и Вы первый, кто увидит его, и хочу сказать, что вложил в него много труда. Я порвал два варианта начала, уловив нужную линию только с третьей попытки, а также разрушил (лучше сказать, основательно переделал) финальную часть. Моей целью было показать концентрированный поток ужаса, дрожь по телу, ещё раз дрожь, и ещё раз, и каждый раз всё страшнее и страшнее!…
Альхазред ещё не назван автором знаменитого «Некрономикона», но «таинственное двустишие», которое Лавкрафт приписывает ему, позже будет адресовано «Некрономикону» в рассказе «Пёс». «Некрономикон» стал самой известной из запретных книг в «Мифах Ктулху». Лавкрафт являлся последователем Эдгара По, а в его рассказе «Падение дома Ашеров» упоминается вымышленная книга «Безумная печаль» сэра Ланселота Каннинга — автора, выдуманного По.
В «Девятом издании Британской энциклопедии» приводится описание «Ирема, город столпов», которое Лавкрафт оттуда скопировал: «город после нашествия захватчиков остаётся целым, но его боятся арабы, потому что он невидим для обычного человека, однако, время от времени и он является некоторым небесным путешественникам». Ирем, город столбов, о котором старухи шепчутся в шатрах шейхов, описан в сказке «1001 ночь», где с ним впервые столкнулся Лавкрафт. Ещё одним источником вдохновения мог быть Ирам в Убар, который описан в Коране и должен был находиться в Руб-эль-Хали, части пустыни известной как «пустая четверть». Лавкрафт часто упоминает неисследованные места на карте мира, которые все еще не посещали экспедиции в начале XX века.
Критик Уильям Фулвилер утверждает, что рассказ «У ядра Земли» Эдгара Берроуза был одним из главных источников вдохновения для «Безымянного города», ссылаясь на «расу рептилий, туннель, ведущий к внутренней части земли и скрытый "Мир вечного дня"». Фулвилер полагает, что тема «инопланетной расы, более могущественной и умной, чем человек» часто повторяется в трудах Лавкрафта и может происходить из рассказов «Пеллуцидара» Берроуза. Однако оба автора опирались на уже существующую и обширную литературу про затерянные города.
Мифология Древнего Египта часто служит фоном для «Лавкрафтовских ужасов», а также её использовал Эдгар По, последователем которого является сам Лавкрафт. В частности, концепция души описывает то, что человек во снах посещает Иные миры как сновидец. Лавкрафт использует элементы космогонии Древнего Египта: Подземный мир, Хаос, Мгла, Бездна и прочее. Египтяне верили, что в горах и под землей находятся врата в Иной мир, где обитают умершие, боги, мифические существа. Туман означает место сотворения жизни, где обитают боги. Также Лавкрафт упоминает божеств из Древнегреческой мифологии. 
Рассказ ученого имеет сходство с учениями теософов о Шамбале, — подземной стране, куда ведут множество туннелей по миру. Врата в Шамбалу находятся на вершине гор Тибета и Гималаев, и других местах. Просвещённый человек сможет попасть в Шамбалу, которая иногда описывается как безграничная белесая пустота. По легенде, монахи укрылись от угрозы в этом Подземном мире.   
В английской литературе часто описываются Иные миры, такие как «Мир фей» и «Страна богов». В готической литературе часто описывается Луна, Зов мертвецов, храмы, руины, пустошь, затерянные города.

## Критика
Лавкрафт считал «Безымянный город» одним из своих любимых рассказов, но его отвергли (после ознакомления) различные профессиональные издательства, включая «Weird Tales» (дважды), «Fantasy» и «The Galleon». Журнал «Fantasy Fan» взял его в печать, но закрылся перед публикацией. Рассказ вышел осенью 1936 года в выпуске журнала «Fanciful Tales» за осень 1936 года. Позже рассказ был перепечатан в ноябрьском выпуске «Weird Tales» 1938 года, после смерти Лавкрафта.
Лин Картер описал «Безымянный город» как «тривиальное упражнение в готическом стиле Эдгара По» и назвал его «переписанным и чрезмерно драматичным». Картер пишет: «настроение нарастающего ужаса передано очень искусственно» и «вместо того, чтобы создавать у читателя настроение ужаса, Лавкрафт описывает эмоции героя, которые выражены в избытке прилагательных». Однако, он допускает, что рассказ обладает некой «вызывающей силой».
Сам Лавкрафт проникся глубокими чувствами к этому рассказу и передает это в тексте, где описывает очарование, и трепет при созерцании таинственных руин немыслимой древности. Эту эмоцию ему удается передать в какой-то сказочной манере, несмотря на его холодное клиническое использование прилагательных.
Рассказ часто перепечатывается в различных сборниках рассказов. 

## Техника
«Безымянный город» — ранний пример техники Лавкрафта, когда он смешивал отсылки из истории, литературы и собственного творчества (запретные книги «Мифов Ктулху»), чтобы создать убедительный фон для своих ужасов. В какой-то момент рассказчик вспоминает:
В моем воображении возникла полная картина великолепия века столь отдаленного, что о нём не могли знать и халдеи. В моей голове промелькнули таинственные образы: Обреченный Сарнат, стоявший на земле Мнара, когда человечество было молодо; загадочный Иб, высеченный из серого камня задолго до появления на Земле рода людского.
В этом отрывке Халдея — исторический регион в Месопотамии, а Сарнат, Мнар и Иб — это места в Стране снов из рассказа «Карающий Рок над Сарнатом». Локации вдохновлены мифологией Ближнего востока и Древнего Египта, поскольку Лавкрафт с юности любил сказку «Тысяча и одна ночь». Лавкрафт упоминает Аравийскую пустыню, Мемфис, Вавилон, древнейшую из пирамид (Хеопса), Великий Потоп, колоссов Мемнона, Нил, Дамаск, Афрасиаб, Окс.       

Позже упоминается вымышленный писатель Абдул Альхазред, философ V века из средневековья, легендарный персидский царь, и один из любимых авторов в творчестве Лавкрафта:   
Во тьме на меня обрушился поток разных мыслей и видений, обрывки взлелеянных мною драгоценных демонических знаний, сентенции безумного араба Альхазреда, абзацы из жутких апокрифов Дамаска и нечестивые строки из бредового «Образа мира» Готье де Метца. Я твердил обрывки причудливых фраз и бормотал что-то о демонах и Афрасиабе, плывущих вниз по течению Окс; раз за разом всплывали в моем сознании три слова из сказки лорда Дансени, — «неотражаемая чернота бездны». Один раз, когда спуск неожиданно круто пошел вниз, я начал цитировать в виде монотонного пения чего-то из Томаса Мора, до тех пор пока не сделалось страшно.  
Фраза ученого в финале напоминает похожую из рассказа «Падение дома Ашеров» Эдгара По: «раздался дикий оглушительный грохот, словно рёв тысячи водопадов… и глубокие воды зловещего озера у моих ног безмолвно и угрюмо сомкнулись над обломками дома Ашеров».

## «Мифы Ктулху»
«Безымянный город» часто считается первым из «Мифов Ктулху», хотя в нем пересекаются рассказы из «Цикла снов». Лавкрафт создал отдельную мифологическую базу о древних цивилизациях — эти элементы лежат в основе «Мифов Ктулху». В рассказе «Дагон» появляются барельефы с изображением морских существ. В рассказе «Полярная звезда» сновидец попал в королевство Ломар из прошлого. В рассказе «Карающий Рок над Сарнатом» появляются мифы богах, сошедших со звезд. Персонажи «Мифов Ктулху» часто упоминают Аравийскую пустыню и тайны в Недрах земли. Лавкрафт описывает модель мира. Впервые «Подземный мир» появляется в мифологии шумеров.      
Рептилии похожи на изображения в искусстве Древнего Египта: «в них было что-то от крокодила и нечто тюленье; их морды напоминали черты кошки, бульдога, сатира; это были мертвецы, полупрозрачные орды демонов, ползучие рептилии». Ученый отмечает заметное родство человека из города Ирем с рептилиями и указывает на символы первозданной жизни. Лавкрафт развил пугающую идею о происхождении людей от других существ. «Пропорции Безымянного города были подогнаны под размеры рептилий, — это были Исполины высотой в мили», а на последующих фресках рептилии «уменьшались и истощались, но их души, парящие над руинами в лунном свете, сохранили прежние пропорции». Лавкрафт будет повторять мифы об Исполинах в рассказе «Зов Ктулху». Лавкрафт впервые упоминает гулей в этом рассказе, а в последующих произведениях часто будет появляться нежить и Загробный мир. Линии и цвета настенной росписи не поддаются описанию — Лавкрафт часто описывает аномальные цвета и явления. Отдельно упоминаются представители Старшей расы (англ. Elder race). В повести «Хребты Безумия» получат развитие многие идеи из этого рассказа.     
В рассказе «Безымянный город» впервые приводится описание концепции Страны снов, которая соединяется через «Скрытые тоннели» с нашим миром. В рассказе упоминаются города из Страны снов: Сарнат и Иб на Земле Мнара. В рассказе «Полярная звезда» древняя цивилизация вынуждена отступить перед надвигающимися льдам. Учёный идет по долине под Луной, чье изображение «подрагивает и колышется» — то есть он попал в Иной мир. Увидев фрески «воображение учёного воспарило к богатым и колоссальным руинам», — часто сновидцы попадают в Страну снов в особых местах или когда к ним приходят видения. Предки рептилий «были кочевниками, осевшими здесь на заре земной юности, а через тысячи лет они встретили во снах первых людей» — это слова из рассказа «Карающий Рок над Сарнатом». Ученый постоянно намекает на Страну снов: «Я шел в тиши нескончаемого сна», «Я один видел затерянный город из всех живущих на земле», «Я был земным скитальцем явившимся в древнем мире», «Линии и цвета узоров не поддавались описанию». Мерцающее сияние и излучение бездны описано в рассказах «Селефаис» и «За стеной сна». В рассказе «Селефаис» сновидец во сне упал в бездну и попал в эфирные пространства Страны снов. В более поздних произведениях Лавкрафт будет описывать бездну как хаос, в котором пребывает Азатот.      

## «Страна Лавкрафта»
Лавкрафт впервые описывает циклопические руины в этом рассказе. Впервые античные руины и Загробный мир появляется в рассказе «Полярная звезда». Ученый находит город в пустынной выжженной долине (англ. Parched valley) — это намёк на Долину Царей. Ученый ощущал, что «над Безымянным городом тяготеет проклятье» — это намекает на природу проклятий в произведениях Лавкрафта, связывающих локации и душу человека. Безымянный город был «разрушен и безмолвный, его камни выступали из песков как высовываются части трупа из могилы» — это аллегорическое сравнение города и чудовища, как готического тела, которое находится в процессе трансформации. «Развалины вздувались под слоем песка, как тело сказочного великана под покрывалом». Безымянный город и долина «изображались в лунном свете, а над рухнувшими стенами поднимался золотой нимб, будто, призрак из прошлого» — это место из Иного мира. В финале упоминается адское порождение Вавилона.
Далеко в Аравийской пустыне лежит Безымянный Город, полуразрушенный и безмолвный; его низкие стены почти полностью занесены песками тысячелетий. Этот город стоял здесь задолго до того, как были заложены первые камни Мемфиса и обожжены кирпичи, из которых воздвигли Вавилон. Нет ни одной легенды настолько древней, чтобы в ней упоминалось название этого города или те времена, когда он был ещё полон жизни. Приблизившись к безымянному городу, я сразу же ощутил тяготевшее над ним проклятие. В жуткой выжженной долине, залитой лунным светом, таинственно и зловеще выступает он из песков. Так высовываются части трупа из неглубокой, кое-как закиданной землею могилы. Ужасом веяло от источенных веками камней этого допотопного чуда, этого пращура самой старой из пирамид.Г. Ф. Лавкрафт. «Безымянный город» (1921).

## Связь с другими произведениями
В рассказе «Дагон» упоминаются морские существа, которые населяли Землю в древности, и создали барельефы со своими изображениями.
В рассказе «Карающий Рок над Сарнатом» упоминаются кочевники, что в древности населяли Землю.
В рассказе «Праздник» герой попадает в город из прошлого и спускается проходы вырытые в скале.
В повести «Хребты Безумия» описан город в Антарктиде, что построили Старцы, которые вырыли подземные туннели в скале и построили подземный город в пещере.
В повести «За гранью времён» ученый Натаниэль Пизли посещает Безымянный город, а позже его похищают пришельцы.
В рассказе «Пришелец из космоса» историк Эймос Пайпер возглавил экспедицию в Безымянный город и провел там раскопки, но был похищен пришельцами.
В рассказе «Изгой» герой похожим образом идет по лестнице и находит скрытую дверь, что приводит его в другой мир, а также повторяется фраза «Ночной ветер».
В рассказе «Крысы в стенах» герой теряет рассудок в туннелях подземелья замка, где выращивали людей и заставляли их передвигаться на четвереньках.
В рассказе «Зов Ктулху» упоминается Ирем, город Столбов.
Безымянный город упоминается в произведениях: «Хребты Безумия», «Пришелец из космоса», «За гранью времён», «Обитающий во Тьме», «Вне времени», «Курган».
Рептилии упоминаются рассказах: «Карающий Рок над Сарнатом», «За гранью времён», «Курган», «Вне времени», «Врата серебряного ключа», «Курган».
Фраза «Из камней Безымянного Города выступала сама древность» — напоминает фразу «Древность парила на серых крыльях над посеребренными морозом кровлями» из рассказа «Праздник».
Ученый говорит, что всегда будет «Помнить и дрожать при ночном ветре до Забвения» — это фразы из рассказа «Забвение» и «Память».